# Bart Kooning
Balte Roelof (Bart) Kooning (Rotterdam, 26 maart 1921 – aldaar, 5 mei 1971) was een Engelandvaarder.
Toen de Tweede Wereldoorlog uitbrak, was Bart Koonings vader Albert Johan kapitein op de wilde vaart in Amerika. Op een tocht van Newfoundland naar Liverpool verging zijn schip voor de kust van Ierland. Hij strandde in Engeland. Zijn moeder was tijdens de oorlog dus alleen met haar vijf kinderen, Bart, zijn broer en twee zusjes. Bart leerde voor automonteur aan de Technische Middelbare School en was lid van een roeivereniging in Overschie. Samen met zijn vriend Jan had hij maandenlang geprobeerd in de Schie een sloep zeewaardig te maken. Samen wilden zij in de herfst van 1941 vanuit Katwijk aan Zee naar Engeland oversteken. Kooning werd echter bij vertrek gearresteerd en belandde in het Oranjehotel in Scheveningen, Jan waarschijnlijk ook. Na zes maanden werd Kooning vrijgelaten.
In november 1944 werd Kooning opnieuw gearresteerd, ditmaal om in Duitsland tewerkgesteld te worden. Hij werd met anderen in een school in Delft ondergebracht en ontvluchtte via een regenpijp. Daarna is hij ondergedoken. Hij overleefde de oorlog.